# Lepeophtheirus simplex
Lepeophtheirus simplex is een eenoogkreeftjessoort uit de familie van de Caligidae. De wetenschappelijke naam van de soort is voor het eerst geldig gepubliceerd in 2001 door Ho, Gómez & Fajer-Avila.